# Сфери Гелліна
Сфери Гелліна (англ. Hallin's spheres) — теорія журналістської об'єктивності, яку запропонував історик журналістики Денієл К. Геллін у книзі «Заборонена війна. ЗМІ і В'єтнам» (The Uncensored War: The Media and Vietnam, 1986), в якій він пояснює механізм висвітлення В'єтнамської війни (1957—1975) в медіа. Геллін ділить політичний дискурс на три сфери: сферу консенсусу, сферу легітимної полеміки і сферу відхилення. Сфера консенсусу передбачає згоду журналістів з громадською думкою. Сфера легітимною полеміки співвідноситься з політичними дебатами, при цьому журналісти не тяжіють до якоїсь позиції і зберігають нейтралітет. Предмети обговорення, які входять до сфери відхилення, випадають із політичного дискурсу сфери легітимної полеміки, і журналісти можуть нехтувати їх. Межі між цими сферами змінюються в міру того, як змінюється громадська думка.
Сфери Гелліна значною мірою співвідносяться з моделлю вікна Овертона (вікна дискурсу) — концепцією наявності рамок допустимого спектра думок в публічних висловлюваннях з погляду суспільної моралі, автором якої є американський юрист Джозеф Овертон. Ця концепція пов'язана з громадською думкою в цілому і пропонує змінну шкалу громадської думки (від «немислиме» до «чинна норма») стосовно будь-якого питання.
У своїй роботі Геллін використав концепцію кадрів для опису висвітлення питань і реакції на них у суспільстві. Геллін також звертався і до феномену коридору думок, за якого сфера громадської думки звужується, і позиції і погляди, що виходять за цю сферу, прирівнюються до відхилення.

## «Заборонена війна. ЗМІ і В'єтнам»
Книга Денієла Гелліна «Заборонена війна. ЗМІ і В'єтнам» вийшла 1986 року, через десятиліття після закінчення війни у В'єтнамі.
Існувала думка про В'єтнамську війну, сформульована журналістом Робертом Елегантом: «Вперше в сучасній історії результат війни був визначений не на полі битви, а на друкованій сторінці, й насамперед на екрані телевізора». У своїй книзі Геллін проаналізував висвітлення війни в New York Times у період від 1961 доо 1965 року і на телебаченні у випусках вечірніх новин від серпня 1965 до січня 1973 і поставив під сумнів це твердження Елеганта.
Проаналізувавши механізм роботи ЗМІ в період війни, Геллін прийшов до висновку, що управління медіа в умовах демократичного суспільства з боку держави легко здійсненне, і ЗМІ починають сумніватися в політичному порядку тільки тоді, коли сам уряд поводиться нерішуче.
У книзі Геллін пропонує розділити політичний дискурс на три сфери і докладно описує кожну з них.

## Опис теорії

### Сфера консенсусу
Сфера консенсусу включає ті теми і позиції, за якими в суспільстві існує майже повна одностайність або висвітлення яких не викликає негативної реакції. В рамках цієї сфери журналісти «вільно звертаються до займенника 'ми' в генералізованих висловлюваннях і приймають як належне спільні цінності і спільні припущення». Прикладами є свобода слова, скасування рабства чи права людини. Для висвітлення цих тем «журналісти не змушені подавати протилежну думку або виступати в ролі незацікавлених спостерігачів».

### Сфера легітимної полеміки
Погляди обізнаних людей щодо тем в рамках цієї сфери відрізняються. Тому, з одного боку, ці теми є найважливішими для висвітлення, з іншого боку — висвітлюючи ці теми, журналісти повинні залишатися неупередженими, радше ніж дотримуватися тієї або іншої точки зору. Як підкреслює Шадсон, Геллін у своєму дослідженні стверджує, що прихильність журналістики до об'єктивності завжди розділялася і не була однорідною: в певній сфері — у сфері легітимної полеміки — журналісти свідомо прагнуть бути об'єктивними і незацікавленими.

### Сфера відхилення
Журналісти відкидають теми, що перебувають у цій сфері, оскільки вважають їх малозначущими для загального розгляду. Ці теми сприймаються як безпідставні, табуйовані або настільки незначні в наслідках після освітлення, що вони й не стають інфоприводами. Геллін стверджує, що у сфері відхилення «журналісти також відходять від прийнятих норм об'єктивного висвітлення і відчувають себе у змозі ставитися до цих тем, як до маргінальних, сміховинних, небезпечних або смішних людей і груп, які виходять далеко за межі діапазону відхилень, прийнятих за легітимні».

## Застосування теорії
Крейг Воткінс використовує теорію Гелліна під час дослідження висвітлення в новинах ABC, CBS і NBC «Маршу мільйона чоловіків» — маршу афроамериканців на Вашингтон 16 жовтня 1995 року. Воткінс аналізує домінантні практики формування рамок (фреймів) (визначення проблеми, риторичні прийоми, використовувані джерела та зображення), які журналісти використовують для осмислення конкретного вираження політичного протесту. Він вважає, що сфери Гелліна — це спосіб, за допомогою якого медійні практики фреймінгу формують специфічні мовні контексти, а кожна конкретна сфера розробляє власний виражений стиль подання новин за допомогою різних риторичних тропів і дискурсів.
Пірс Робінсон використовує сфери Гелліна у зв'язку з полемікою про те, наскільки засоби масової інформації слугують інтересам еліти або, навпаки, відіграють важливу роль у формуванні політичного порядку і наслідків політичних рішень. Його стаття звертається до сфер Гелліна як до прикладу стосунків між медіа та державою, які підкреслюють теоретичні та емпіричні недоліки тези про «вироблення згоди» (Н. Чомскі, Р. Макчезні). Робінсон наполягає на тому, що необхідне тонше і двостороннє розуміння напряму впливу між державою та ЗМІ, що спирається на наявні теоретичні пояснення, а не відкидає їх.

## Критика
Теорія Гелліна припускає відносно гомогенізоване медіасередовище де більшість виробників вмісту намагаються досягти якнайбільшої кількості споживачів. Більш роздроблений медіаландшафт може спростувати це припущення, адже різні аудиторії можуть відносити теми до різних сфер. Це співвідноситься з концепцією бульбашки фільтрів, яка передбачає, що багато споживачів медійного вмісту воліють обмежувати своє споживання тими областями консенсусу і відхилення, які вони самі обирають.